# Sony Hit Bit HB-75

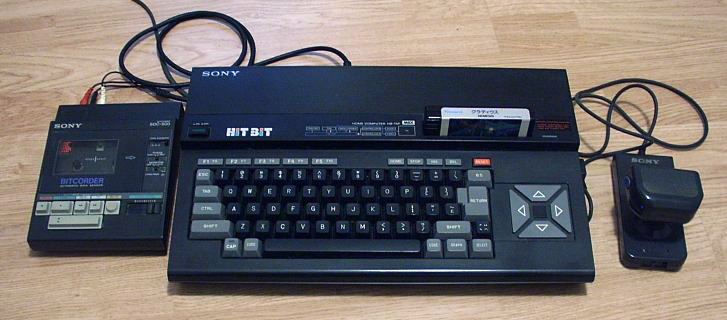
Sony HB-75P

Der Sony Hit Bit 75 ist ein Heimcomputer, der 1984 von Sony auf den Markt gebracht wurde. Der MSX-Computer basiert auf dem Zilog Z80A-Mikroprozessor mit einer Taktfrequenz von 3,56 MHz. Er hat 64 Kilobyte RAM, 16 Kilobyte Video-RAM und 32 Kilobyte ROM. Der Festwertspeicher enthält das Betriebssystem und Anwendungssoftware (Adressverwaltung, Notizbuch, Terminkalender). Als Grafikchip kommt der TMS9918A von Texas Instruments zum Einsatz; der Soundchip ist ein General Instrument AY-3-8910. Das Gerät besitzt in der deutschen Modellvariante eine QWERTY-Schreibmaschinentastatur und verschiedene Schnittstellen beispielsweise zum Ansteuern von Peripheriegeräten.